# Бобоев, Шериддин Зоирович
Шериддин Бобоев (тадж. Шериддин Бобоев; род. 21 апреля 1999, Таджикистан) — таджикский футболист, нападающий иранского клуба «Санат Нафт» и сборной Таджикистана.

## Карьера
С 2018 года выступает за команду «Истиклол». В сезоне 2018 стал чемпионом в его составе, а также лучшим бомбардиром чемпионата Таджикистана.
10 октября 2017 года дебютировал за сборную Таджикистана в матче против Непала.
Осенью 2018 года Шериддин был включён в состав сборной до 19 лет для участия в чемпионате Азии среди юниоров. 26 октября в матче четвертьфинала забил гол в ворота Саудовской Аравии, однако это не спасло команду от поражения (1:3) и вылета из турнира.
В 2018 году в составе душанбинского «Истиклол»а стал чемпионом, а также обладателем кубка и суперкубка Таджикистана. В этом же году Шериддин стал лучшим бомбардиром и лучшим нападающим Таджикистана.

## Достижения

### Командные
- Чемпион Таджикистана: 2018
- Обладатель Суперкубка Таджикистана: 2020

### Личные
- Лучший бомбардир чемпионата Таджикистана: 2018